# Gennadi Georgijewitsch Kasparow
Gennadi Georgijewitsch Kasparow (russisch Геннадий Георгиевич Каспаров, englische Transkription Gennadi Kasparov) ist ein russisch-US-amerikanischer Mathematiker, der sich mit Algebraischer Topologie, Operatoralgebren und deren K-Theorie befasst.
Kasparow studierte an der Lomonossow-Universität, an der er 1974 bei Sergei Petrowitsch Nowikow promoviert wurde. 1984 habilitierte er sich (russischer Doktortitel) an der Akademie der Wissenschaften in Kiew. 2002 ging er an die Vanderbilt University und wurde dort 2003 Stevenson Professor für Mathematik. 2018 wurde er emeritiert.
Seine erste mathematische Veröffentlichung erfolgte noch als Student 1969. Ende der 1970er Jahre entwickelte er eine bivariante K-Theorie von Operatoralgebren, die sogenannte KK-Theorie (und der KK-Funktor). Er befasste sich unter anderem mit der Novikov-Vermutung seines Lehrers, der (wesentlich mit Hilfe seiner KK-Theorie formulierten) Baum-Connes-Vermutung (mit Beweisen von Spezialfällen unter anderem mit Nigel Higson) und Nichtkommutativer Geometrie im Sinne von Alain Connes.
1983 war er Invited Speaker auf dem Internationalen Mathematikerkongress (ICM) in Warschau (Operator K-theory and its applications: elliptic operators, group representations, higher signatures, C*-extensions).

## Schriften
- The operator K-functor and extensions of C*-algebras, Izvestija Akad. Nauka SSSR, Ser. Math., Band 44, 1980, S. 571–636 (russisch) und Mathematics USSR - Izvestiya, Band 16, 1981, S. 513–572 (englisch), (KK-Theorie)
- The K-functor in the theory of extensions of C*-algebras, Functional Analysis and Applications, Band 13, 1979, S. 296–297
- Topological invariants of elliptic operators, Teil 1: Homology, Izv. Akad. Nauk SSSR Ser. Mat., Band 39, 1975, S. 796–838 (russisch) und Mathematics USSR - Izvestiya, Band 9, 1975, S. 751–792 (englisch)
- Equivariant KK-theory and the Novikov conjecture, Inventiones Mathematicae, Band 91, 1988, S. 147–201
- Novikov's conjecture on higher signatures: The operator K-theory approach, Contemporary Mathematics, Band 145, 1993, 79–99
- K-theory, group C*-algebras, and higher signatures, in S. C. Ferry, Andrew Ranicki, J. Rosenberg (Herausgeber) Novikov Conjectures, Index Theorems and Rigidity, London Mathematical Society Lecture Notes Series 226, Cambridge University Press, 1995, Band 1, S. 101–146
- mit Nigel Higson: E-theory and KK-theory for groups which act properly and isometrically on Hilbert space, Inventiones Math., Band 144, 2001, S. 23–74
- mit Georges Skandalis: Groups acting properly on „bolic“ spaces and the Novikov conjecture, Annals of Mathematics, Band 158, 2003, S. 165–206